# Miroslav Josef Krňanský
Miroslav Josef Krňanský (22. listopadu 1898 v Praze – 20. srpna 1961 v Praze) byl český filmař – podnikatel, režisér, kameraman, scenárista, herec, filmový publicista, historik a archivář, od mládí přítel režiséra Gustava Machatého, jeden z průkopníků a zakladatelů moderní české kinematografie.

## Život
Původně byl vyučený kominík a vystupoval jako statista v holešovickém Divadle Uranie. V době
1. světové války se stal válečným zpravodajem a filmovým reportérem. Po válce už u filmového řemesla zůstal natrvalo.
V roce 1920 se z něj stal filmový podnikatel, neboť založil vlastní produkční firmu Albatrosfilm. Natáčel tehdy své první
němé filmy a pod pseudonymem Miroslav Šindler v nich vystupoval i jako herec. Od roku 1922 se již věnoval pouze a výhradně filmové režii.
Přesto, že neměl žádné klasické ani filmařské vzdělání a neoplýval velkým uměleckým nadáním, snažil se o poctivou filmařskou práci a dobré řemeslo, do filmové podoby velmi často převáděl především klasická česká literární díla, nicméně jeho snímky byly umělecky značně problematické i nevyrovnané. Jeho posledním režisérským dílem se stala filmová adaptace románu Nikola Šuhaj z roku 1947. V roce 1953 pak ještě spoluvytvořil střihový snímek Kolotoč humoru.
Po ukončení své tvůrčí kariéry však ještě po mnoho let působil jako odborný filmový publicista a archivář ve Filmovém archivu, kde pomáhal s rekonstrukcemi, identifikací starých filmů i uváděním několika starých českých snímků do kin.

## Filmografie

### Němá éra
- Billy v Praze (snímek se nedochoval)
- Známost z inserátu (snímek se nedochoval)
- Trampoty divadelního ředitele (snímek se nedochoval)
- Píseň života (podle Jana Morávka)
- Vdavky Nanynky Kulichovy (podle Ignáta Herrmanna)
- Příběh jednoho dne (podle Ignáta Herrmanna)
- Krásná vyzvědačka (podle Josefa Adlera)
- Bahno Prahy (podle K. L. Kukly)
- Loretánské zvonky (podle K. L. Kukly)
- Černý plamen (podle F. X. Svobody)
- Pohorská vesnice (podle Boženy Němcové)
- Z českých mlýnů (podle Karla Tůmy)
- Starý hřích (podle Jana Klecandy)
- Adjunkt Vrba (podle Jana Klecandy)
- Sázka o hubičku (původní námět)
- Promoce (původní námět)
- Likérová princeznička (původní námět)
- Modrý démant (původní námět)

### Zvukový film
- 1931 Kariéra Pavla Čamrdy (podle Ignáta Herrmanna)
- 1932 Zapadlí vlastenci (podle Karla Václava Raise)
- 1933 Ze světa lesních samot (podle Karla Klostermanna)
- 1935 Bezdětná
- 1937 Otec Kondelík a ženich Vejvara
- 1938 Pod jednou střechou
- 1940 Artur a Leontýna
- 1941 Gabriela (podle Vladimíra Neffa)
- 1943 Žíznivé mládí (podle Karla Nového)
- 1947 Nikola Šuhaj (podle Ivana Olbrachta)
- 1953 Kolotoč humoru (střihový film ve spolupráci s Bohumilem Brejchou)

### Scénář nebo námět
- Bahno Prahy
- Modrý démant
- Otec Kondelík a ženich Vejvara
- Artur a Leontýna
- Gabriela
- Žíznivé mládí
- Nikola Šuhaj
- Kolotoč humoru